# Sveio
Sveio là một đô thị ở phía nam của hạt Hordaland, Na Uy.
Sveio được tách ra từ Finnås năm 1861. Vikebygd được tách ra từ Sveio ngày 1 tháng 1 năm 1902. Valestrand (và phần phía tây của Vikebygd) đã được nhập vào Sveio ngày 1 tháng 1 năm 1964.
Đô thị này (ban đầu là một giáo khu) được đặt tên theo nông trang Sveio (tiếng Na Uy Cổ Sviða), do nhà thờ đầu tiên được xây ở đó.
Cho đến năm 1912, tên này vẫn được viết là "Sveen".
Huy hiệu được áp dụng từ năm 1982.